# Hannu-Pekka Björkman
Hannu-Pekka Juhani Björkman (* 11. února 1969, Kannonkoski) je finský herec. Hrál v několika filmech a seriálech a je členem finského divadla KOM-teatteri. Ve finštině nadaboval tři filmy: Sobík Niko, Doba ledová 3: Úsvit dinosaurů a Jak vycvičit draka. V roce 2005 obdržel cenu Jussi za nejlepší mužskou hlavní roli (film Eläville ja kuolleille) a v roce 2010 finské ocenění Suomi-palkinto.
Björkman se narodil Kannonkoski, avšak ve svých dvou letech se jeho rodina přestěhovala do Ilmajoki, kde strávil celé své dětství. V letech 1991–1992 vystudoval herectví na lidové škole v Lahti. Jeho manželkou je finská herečka Minna Haapkylä, se kterou má dva syny: Eliela (nar. 2004) a Lukase (nar. 2008).

## Filmografie
- Nousukausi (2003)
- Pahat pojat (2003)
- Výrobna dospělých (2004, Lapsia ja aikuisia)
- FC Venus (2005)
- Eläville ja kuolleille (2005)
- Legenda o Vánocích (2006, Joulutarina)
- Raja 1918 (2006)
- Blackout (2008)
- Dům košaté lásky (2009, Haarautuvan rakkauden talo)